# Olbramovice (Znojmói járás)
Olbramovice település Csehországban, a Znojmói járásban. Olbramovice Bohutice, Moravský Krumlov, Našiměřice, Trnové Pole, Lesonice, Kubšice, Vedrovice, Šumice és Branišovice településekkel határos. Lakosainak száma 1155 fő (2024. január 1.).

## Népesség
A település lakosságának változását az alábbi diagram mutatja:
| Lakosok száma | 1055 | 1184 | 1137 | 935  | 947  | 1048 | 1112 | 1143 | 1120 | 1155 |
|               | 1869 | 1890 | 1921 | 1950 | 1980 | 2001 | 2017 | 2019 | 2022 | 2024 |